# Eurycope longiflagrata
Eurycope longiflagrata är en kräftdjursart som beskrevs av Wilson 1983. Eurycope longiflagrata ingår i släktet Eurycope och familjen Munnopsidae. Inga underarter finns listade i Catalogue of Life.